# Muralles de Calaf
Les Muralles de Calaf són les restes que queden dels portals, la muralla i la torre de Calaf (Anoia), un conjunt que ha estat declarat bé cultural d'interès nacional. El portals de l'Hospital, del Carme i del Carrer de Xuriguera, constitueixen les úniques restes de les antigues muralles que cercaven la vila, construïdes vers el 1580. És l'element més antic conservat de la muralla, adossada a l'antic hospital.
És un conjunt situat al sector alt de la població, construïdes als segles xv-xvi. La torre pertany a l'hospital. Té arcada de mig punt de pedra saulonenca ben treballada i ben escairada, encara que actualment està molt malmesa per l'erosió.